# Gran Premio motociclistico d'Italia 2004
Il Gran Premio motociclistico d'Italia 2004 corso il 6 giugno, è stato il quarto Gran Premio della stagione 2004 del motomondiale e ha visto vincere la Yamaha di Valentino Rossi in MotoGP, Sebastián Porto nella classe 250 e Roberto Locatelli nella classe 125.
La gara della MotoGP è stata interrotta dopo 17 giri a causa della pioggia. La gara è ripartita per i restanti 6 giri, con la griglia di partenza determinata dall'ordine d'arrivo della prima parte di gara. L'ordine d'arrivo della seconda parte ha determinato il risultato finale.

## MotoGP
John Hopkins non partecipa a questo Gran Premio per infortunio.

### Arrivati al traguardo
| Pos. | Nº | Pilota            | Squadra                   | Motocicletta       | Giri | Tempo     | Griglia | Punti |
| ---- | -- | ----------------- | ------------------------- | ------------------ | ---- | --------- | ------- | ----- |
| 1º   | 46 | Valentino Rossi   | Gauloises Fortuna Yamaha  | Yamaha YZR-M1      | 6    | 12:06.803 | 3       | 25    |
| 2º   | 15 | Sete Gibernau     | Telefonica Movistar Honda | Honda RC211V       | 6    | +0.361    | 1       | 20    |
| 3º   | 3  | Max Biaggi        | Camel Honda               | Honda RC211V       | 6    | +1.540    | 6       | 16    |
| 4º   | 12 | Troy Bayliss      | Ducati Marlboro           | Ducati Desmosedici | 6    | +1.782    | 15      | 13    |
| 5º   | 11 | Rubén Xaus        | D’Antin MotoGP            | Ducati Desmosedici | 6    | +2.389    | 14      | 11    |
| 6º   | 4  | Alex Barros       | Repsol Honda              | Honda RC211V       | 6    | +2.446    | 4       | 10    |
| 7º   | 17 | Norick Abe        | Fortuna Gauloises Tech 3  | Yamaha YZR-M1      | 6    | +5.842    | 16      | 9     |
| 8º   | 65 | Loris Capirossi   | Ducati Marlboro           | Ducati Desmosedici | 6    | +6.228    | 8       | 8     |
| 9º   | 33 | Marco Melandri    | Fortuna Gauloises Tech 3  | Yamaha YZR-M1      | 6    | +6.461    | 5       | 7     |
| 10º  | 67 | Shane Byrne       | MS Aprilia Racing         | Aprilia RS Cube    | 6    | +7.198    | 17      | 6     |
| 11º  | 50 | Neil Hodgson      | D’Antin MotoGP            | Ducati Desmosedici | 6    | +9.048    | 19      | 5     |
| 12º  | 45 | Colin Edwards     | Telefonica Movistar Honda | Honda RC211V       | 6    | +9.626    | 12      | 4     |
| 13º  | 9  | Nobuatsu Aoki     | Proton Team KR            | Proton KR5         | 6    | +14.201   | 20      | 3     |
| 14º  | 66 | Alex Hofmann      | Kawasaki Racing           | Kawasaki ZX-RR     | 6    | +48.091   | 13      | 2     |
| 15º  | 84 | Michel Fabrizio   | WCM                       | Harris WCM         | 6    | +50.498   | 23      | 1     |
| 16º  | 99 | Jeremy McWilliams | MS Aprilia Racing         | Aprilia RS Cube    | 6    | +56.572   | 18      |       |
| 17º  | 88 | Andrew Pitt       | Moriwaki Racing           | Moriwaki           | 6    | +59.267   | 22      |       |

### Ritirati nella prima parte di gara
| Nº | Pilota           | Squadra                  | Motocicletta   | Giri | Griglia |
| -- | ---------------- | ------------------------ | -------------- | ---- | ------- |
| 6  | Makoto Tamada    | Camel Honda              | Honda RC211V   | 13   | 7       |
| 56 | Shin'ya Nakano   | Kawasaki Racing          | Kawasaki ZX-RR | 12   | 10      |
| 69 | Nicky Hayden     | Repsol Honda             | Honda RC211V   | 10   | 2       |
| 10 | Kenny Roberts Jr | Suzuki MotoGP            | Suzuki GSV-R   | 9    | 9       |
| 7  | Carlos Checa     | Gauloises Fortuna Yamaha | Yamaha YZR-M1  | 3    | 11      |
| 80 | Kurtis Roberts   | Proton Team KR           | Proton KR5     | 3    | 21      |

### Non qualificato
| Nº | Pilota      | Squadra | Motocicletta |
| -- | ----------- | ------- | ------------ |
| 35 | Chris Burns | WCM     | Harris WCM   |

## Classe 250

### Arrivati al traguardo
| Pos. | Nº | Pilota           | Squadra                     | Motocicletta | Giri | Tempo     | Griglia | Punti |
| ---- | -- | ---------------- | --------------------------- | ------------ | ---- | --------- | ------- | ----- |
| 1º   | 19 | Sebastián Porto  | Repsol - Aspar              | Aprilia      | 21   | 40:32.672 | 1       | 25    |
| 2º   | 26 | Daniel Pedrosa   | Telefonica Movistar Honda   | Honda        | 21   | +6.147    | 2       | 20    |
| 3º   | 54 | Manuel Poggiali  | MS Aprilia                  | Aprilia      | 21   | +8.415    | 6       | 16    |
| 4º   | 7  | Randy de Puniet  | Safilo Carrera - LCR        | Aprilia      | 21   | +11.226   | 3       | 13    |
| 5º   | 10 | Fonsi Nieto      | Repsol - Aspar              | Aprilia      | 21   | +11.876   | 9       | 11    |
| 6º   | 24 | Toni Elías       | Fortuna Honda               | Honda        | 21   | +11.888   | 4       | 10    |
| 7º   | 2  | Roberto Rolfo    | Fortuna Honda               | Honda        | 21   | +24.398   | 8       | 9     |
| 8º   | 51 | Alex De Angelis  | Aprilia Racing              | Aprilia      | 21   | +27.550   | 5       | 8     |
| 9º   | 73 | Hiroshi Aoyama   | Telefonica Movistar Honda   | Honda        | 21   | +28.126   | 11      | 7     |
| 10º  | 14 | Anthony West     | Freesoul Abruzzo Racing     | Aprilia      | 21   | +38.025   | 16      | 6     |
| 11º  | 11 | Joan Olivé       | Campetella Racing           | Aprilia      | 21   | +38.207   | 10      | 5     |
| 12º  | 21 | Franco Battaini  | Campetella Racing           | Aprilia      | 21   | +45.788   | 7       | 4     |
| 13º  | 50 | Sylvain Guintoli | Campetella Racing           | Aprilia      | 21   | +1:01.150 | 15      | 3     |
| 14º  | 33 | Héctor Faubel    | Grefusa - Aspar             | Aprilia      | 21   | +1:06.887 | 13      | 2     |
| 15º  | 6  | Alex Debón       | Wurth Honda BQR             | Honda        | 21   | +1:07.022 | 25      | 1     |
| 16º  | 8  | Naoki Matsudo    | UGT Kurz                    | Yamaha       | 21   | +1:07.037 | 14      |       |
| 17º  | 57 | Chaz Davies      | Aprilia Germany             | Aprilia      | 21   | +1:07.196 | 20      |       |
| 18º  | 77 | Grégory Lefort   | Equipe GP de France - Scrab | Aprilia      | 21   | +1:07.464 | 21      |       |
| 19º  | 16 | Johan Stigefelt  | Aprilia Germany             | Aprilia      | 21   | +1:19.655 | 26      |       |
| 20º  | 15 | Christian Gemmel | Castrol-Honda Kiefer Racing | Honda        | 21   | +1:25.112 | 27      |       |
| 21º  | 44 | Tarō Sekiguchi   | NC World Trade              | Yamaha       | 21   | +1:33.088 | 29      |       |

### Ritirati
| Nº | Pilota         | Squadra                     | Motocicletta | Giri | Griglia |
| -- | -------------- | --------------------------- | ------------ | ---- | ------- |
| 63 | Jarno Ronzoni  | Roma Racing                 | Yamaha       | 15   | 28      |
| 96 | Jakub Smrž     | Molenaar Racing             | Honda        | 11   | 12      |
| 36 | Erwan Nigon    | UGT Kurz                    | Yamaha       | 10   | 23      |
| 25 | Alex Baldolini | Matteoni Racing             | Aprilia      | 8    | 18      |
| 34 | Eric Bataille  | Wurth Honda BQR             | Honda        | 8    | 19      |
| 9  | Hugo Marchand  | Freesoul Abruzzo Racing     | Aprilia      | 8    | 17      |
| 12 | Arnaud Vincent | Equipe GP de France - Scrab | Aprilia      | 0    | 22      |
| 28 | Dirk Heidolf   | Grefusa - Aspar             | Aprilia      | 0    | 24      |
| 40 | Max Sabbatani  | NC World Trade              | Yamaha       | 0    | 30      |

## Classe 125

### Arrivati al traguardo
| Pos. | Nº | Pilota             | Squadra                  | Motocicletta | Giri | Tempo     | Griglia | Punti |
| ---- | -- | ------------------ | ------------------------ | ------------ | ---- | --------- | ------- | ----- |
| 1º   | 15 | Roberto Locatelli  | Safilo Carrera - LCR     | Aprilia      | 20   | 40:13.158 | 5       | 25    |
| 2º   | 27 | Casey Stoner       | Red Bull KTM             | KTM          | 20   | +0.152    | 2       | 20    |
| 3º   | 3  | Héctor Barberá     | Seedorf Racing           | Aprilia      | 20   | +0.197    | 7       | 16    |
| 4º   | 34 | Andrea Dovizioso   | Kopron Team Scot         | Honda        | 20   | +0.573    | 4       | 13    |
| 5º   | 6  | Mirko Giansanti    | Matteoni Racing          | Aprilia      | 20   | +0.595    | 11      | 11    |
| 6º   | 22 | Pablo Nieto        | Master - Repsol          | Aprilia      | 20   | +0.879    | 12      | 10    |
| 7º   | 21 | Steve Jenkner      | Rauch Bravo              | Aprilia      | 20   | +5.980    | 1       | 9     |
| 8º   | 54 | Mattia Pasini      | Safilo Carrera - LCR     | Aprilia      | 20   | +19.206   | 3       | 8     |
| 9º   | 23 | Gino Borsoi        | Globet.com Racing        | Aprilia      | 20   | +28.656   | 19      | 7     |
| 10º  | 48 | Jorge Lorenzo      | Caja Madrid Derbi Racing | Derbi        | 20   | +28.671   | 8       | 6     |
| 11º  | 24 | Simone Corsi       | Kopron Team Scot         | Honda        | 20   | +28.717   | 21      | 5     |
| 12º  | 50 | Andrea Ballerini   | Sterilgarda Racing       | Aprilia      | 20   | +28.831   | 17      | 4     |
| 13º  | 14 | Gábor Talmácsi     | Semprucci Malaguti       | Malaguti     | 20   | +28.955   | 22      | 3     |
| 14º  | 26 | Dario Giuseppetti  | Elit Grand Prix          | Honda        | 20   | +44.766   | 34      | 2     |
| 15º  | 52 | Lukáš Pešek        | Ajo Motorsport           | Honda        | 20   | +44.875   | 13      | 1     |
| 16º  | 25 | Imre Tóth          | Team Hungary             | Aprilia      | 20   | +45.682   | 27      |       |
| 17º  | 75 | Alessio Aldrovandi | Minimoto Portomaggiore   | Honda        | 20   | +56.328   | 25      |       |
| 18º  | 53 | Stefano Bianco     | Gold Racing              | Aprilia      | 20   | +56.658   | 32      |       |
| 19º  | 61 | Michele Pirro      | RCGM Team F.M.I.         | Aprilia      | 20   | +56.674   | 36      |       |
| 20º  | 10 | Julián Simón       | Angaia Racing            | Honda        | 20   | +1:07.291 | 15      |       |
| 21º  | 28 | Jordi Carchano     | Matteoni Racing          | Aprilia      | 20   | +1:28.660 | 37      |       |
| 22º  | 41 | Yōichi Ui          | Abruzzo Racing           | Aprilia      | 20   | +2:29.626 | 14      |       |
| 23º  | 33 | Sergio Gadea       | Master - Repsol          | Aprilia      | 19   | +1 giro   | 33      |       |

### Ritirati
| Nº | Pilota           | Squadra                  | Motocicletta | Giri | Griglia |
| -- | ---------------- | ------------------------ | ------------ | ---- | ------- |
| 36 | Mika Kallio      | Red Bull KTM             | KTM          | 17   | 6       |
| 11 | Mattia Angeloni  | Angaia Racing            | Honda        | 12   | 39      |
| 19 | Álvaro Bautista  | Seedorf Racing           | Aprilia      | 10   | 18      |
| 58 | Marco Simoncelli | Rauch Bravo              | Aprilia      | 8    | 16      |
| 16 | Raymond Schouten | Molenaar Racing          | Honda        | 8    | 35      |
| 66 | Vesa Kallio      | Team Hungary             | Aprilia      | 8    | 31      |
| 47 | Ángel Rodríguez  | Caja Madrid Derbi Racing | Derbi        | 8    | 23      |
| 77 | Lorenzo Zanetti  | Swiss MTR                | Honda        | 8    | 38      |
| 42 | Gioele Pellino   | Abruzzo Racing           | Aprilia      | 6    | 24      |
| 32 | Fabrizio Lai     | Metis Gilera Racing      | Gilera       | 6    | 10      |
| 7  | Stefano Perugini | Metis Gilera Racing      | Gilera       | 6    | 26      |
| 63 | Mike Di Meglio   | Globet.com Racing        | Aprilia      | 2    | 9       |
| 12 | Thomas Lüthi     | Elit Grand Prix          | Honda        | 2    | 20      |
| 69 | Robbin Harms     | Ajo Motorsport           | Honda        | 0    | 30      |
| 76 | Michele Danese   | Abruzzo Racing           | Aprilia      | 0    | 28      |
| 8  | Manuel Manna     | Semprucci Malaguti       | Malaguti     | 0    | 29      |